# Tartalékvilágítás

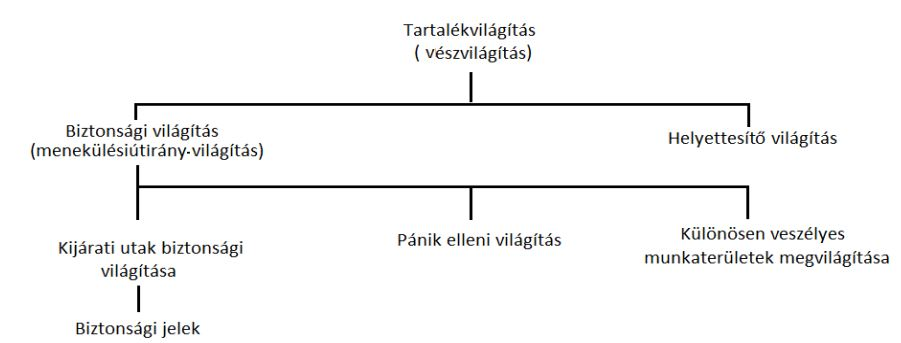
A tartalékvilágítás felosztása és értelmezése (MSZ EN 1838:2014)

A tartalékvilágítás olyan világítás, amely akkor lép működésbe, amikor a normál világítás tápellátása meghibásodik. A tartalékvilágítás lehet biztonsági világítás és helyettesítő világítás. Célja, hogy lehetővé tegye az épület (objektum), valamint a hely vagy a helyiség biztonságos elhagyását, illetve biztosítsa a biztonságos leállítást vagy az üzem kikapcsolását, esetleg a használ technológiától függően tovább folytathassák a működést a veszély elhárítás érdekében, ezen felül megelőzze a pánik kialakulását. Fogalomkörébe tartozik a köznyelvben és szabályozókból meghonosodott fogalmak, mint a „szükségvilágítás”, a „biztonsági világítás”, a „kijáratmutató világítás, irányfény” vagy a „átmeneti fény vagy világítás” és „őrvilágítás.”

## Egyértelműsítés és értelmezés

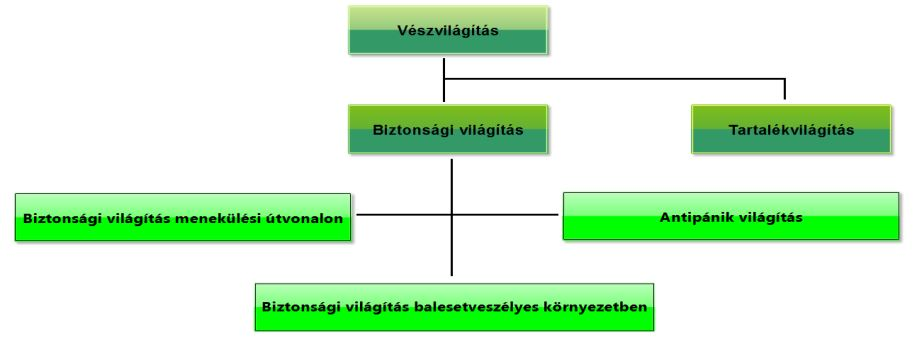
A tartalékvilágítás nemzetközi értelmezése

A tartalékvilágítás az alkalmazott világítástechnika fogalomkörébe tartozik. Az MSZ EN 1838:2014 előtti magyar nyelvű szabvány hasonlóan a Világítástechnikai lexikonban meghatározottakhoz, a biztonsági világítás a „tartalékvilágítás” fogalmából indul ki, ami eltér az eredeti nemzetközi fogalomkörtől és értelmezéstől, ahol a vészvilágítás körébe sorolja a vészhelyzeti körülmények során, az akadályok leküzdésére telepített fényforrásokat, amely a vészvilágítást a funkciójuk alapján két nagy ágra osztja fel, a biztonsági világításra és a tartalékvilágításra.
Az átmeneti világítás üzemi általános világítás részeként és azzal együtt bekapcsolhatóan került létesítésre, akkor ha az üzemi általános világítás feszültségletörésre érzékeny, hosszú újragyújtási idejű lámpákkal készült. Ennek az átmeneti világításnak a veszélyes helyeket, a belső közlekedési útvonalakat, a belső és/vagy külső lépcsőket és a kijáratokat kell kiegészítő módon megvilágítania, rövid újragyújtási idejű fényforrásokkal.
Az őrvilágítás személy- és vagyonvédelmi célokat szolgált. Létesítéséről esetenként döntöttek. Az átmeneti világítást is lehetett erre a célra használni, ekkor az üzemi általános világítástól függetlenül kapcsolhatóan kellett kialakítani.
Amikor a tartalékvilágítás biztonsági világítás, akkor a cél annak biztosítása, hogy lehetővé tegye a hely vagy helyiség biztonságos elhagyását az üzemi tápellátás kiesése esetén.
A helyettesítő világítás szintén a normál világítás tápellátásának kiesésekor lép működésbe, de nem a biztonsági világítás része. A helyettesítő világítás lehetővé teszi a szokásos tevékenység változatlan elvégzését.

## Tartalékvilágítás követelményei és használata
A tartalékvilágítás alkalmazásához műszaki követelményeket figyelembe kell venni és be kell tartani. A biztonsági vagy pánik kialakulásának elkerülése érdekében nagyobb világítási teljesítmény is alkalmazható.
Azokon a munkahelyeken, ahol a biztonsági vagy pánik kialakulásának elkerülése érdekében nagyobb világítási teljesítmény szükséges, ott a szigorúbb nemzeti előírásban, vállalati szabványban rögzített szint az irányadó. Az életvédelem szempontjából három területre osztható fel, úgymint:

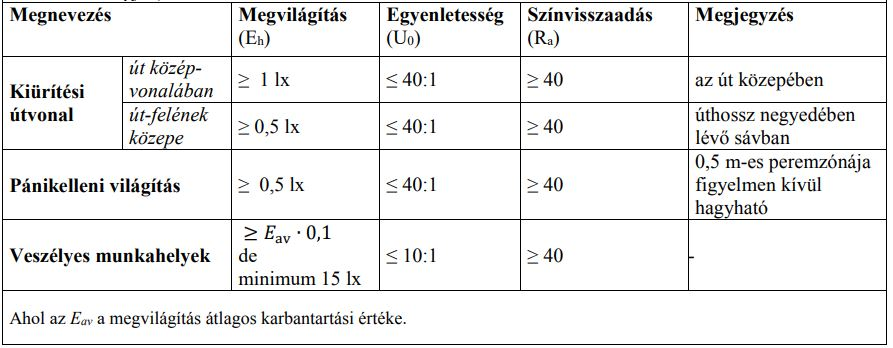
[http://hadmernok.hu/152_01_jasztrabpj.pdf Tartalékvilágítás megvilágítási, egyenletességi, és színvisszaadási követelményei (MSZ EN 1838:2014 alapján)

A nemzeti szabványosításáról szóló 1995. évi XXVIII. törvény alapján kiadott MSZ EN 1838 szabvány alkalmazása a törvény 6.§ értelmében önkéntes, azonban alkalmazása esetén megfelel az európai jogszabálynak megfelelő magyar jogszabálynak, tehát az eszerint létesített rendszer megfelel az európai előírásoknak.
A világítás ellenőrzésének fő vizsgálati szempontjai alapvetően a fény iránya, megvilágítás, fény színe és visszaadása, villogása, azonban a biztonsági világításnál megvilágítási területre, fényvisszaadásra, és egyenletességre is ki kell, hogy terjedjen. Ebben az esetben a visszaverődéssel nem kell számolni.
A fény jellemzésére a megvilágítás használatos, ami nem a fényforrások összehasonlítására, hanem arra ad választ, hogy egy adott felület mennyire van kivilágítva. Mértéke az adott területre eső fényáram és felület hányadosa, ami horizontálisan értelmezendő:
{\displaystyle E=\phi /A;}Ahol:
- Φ: a fényáram,
- A: az egységnyi felület

Az életvédelem szempontjából három területre osztható fel, úgymint: 
1. kiürítési útvonalon teljesülendő vagy;
2. veszélyes munkahelyek, illetve;
3. pánik elleni világítás minimum követelménye

A kiürítési útvonalon a minimum megvilágítás értékének a meglétét ellenőrizni kell az alábbi helyeken: 
- vészhelyzetben használható kijáratoknál,
- lépcsőknél, úgy hogy a lépcsőfokok láthatóak legyenek,
- minden egyéb szintváltozásnál,
- kijárati út irányváltozásánál,
- folyosók kereszteződésénél,
- az elsősegélynyújtó helyeken,
- tűzoltó berendezéseknél, és tűzoltó készülékeknél,
- az épületen kívüli térrész utolsó kijáratánál.

Az árnyékkeltés és a szintkülönbség jelentette balesetveszély miatt az árnyékolás és a káprázás kiemelt figyelmet igényel. A rövidebb árnyéknál könnyebben megközelíthetőek, és a látást rontó közvetlen fényforrás jobban érzékelhetővé válik megfelelő árnyékolással.
A vizsgálat eredményének minősítése megfelelő, ha a vizsgált területen a vizsgálati eredmény a nemzeti szabványban rögzített világítási minimum követelmény szintet eléri, illetve teljesíti az előírt egyenletességi és színvisszaadási értéket, valamint az MSZ EN 1838:2014 szabványban meghatározott világítótest telepítésével, működtetésével kapcsolatos követelményeknek megfelel, és negatív hatások, mint a káprázás és stroboszkóphatás nincsenek.

## Vonatkozó szabványok
- MSZ EN 1838:2014 Alkalmazott világítástechnika. Tartalékvilágítás
- 54/2014. (XII. 5.) BM rendelet az Országos Tűzvédelmi Szabályzatról
- MSZ EN 60598-2-22 Lámpatestek. 2-22. rész: Egyedi követelmények. Tartalékvilágítási lámpatestek.